# یوکیو نیناگاوا
یوکیو نیناگاوا (به ژاپنی: 蜷川 幸雄، Ninagawa Yukio)؛ ( ۱۵ اکتبر ۱۹۳۵ – ۱۲ مه ۲۰۱۶ ( ۸۰ ساله)) کارگردان فیلم، و هنرپیشه اهل ژاپن بود.